# Not Fragile
Not Fragile es el tercer álbum de estudio de la banda canadiense Bachman-Turner Overdrive (BTO). Fue publicado en agosto de 1974 por el sello discográfico Mercury Records.

## Concepción
En una entrevista de 1995, Randy Bachman indicó que pensaba que usar la palabra “frágil” como título para un álbum de rock, como Yes había hecho con su álbum de 1971 Fragile, era “extraño”. Pensó que la música de BTO podía “dejarse caer y patearse” sin que se rompiera, así que, sin intención de hacer ningún comentario sobre Yes, la banda “en broma” llamó a su álbum Not Fragile.

## Grabación y contenido
Las sesiones de grabación del álbum tuvieron lugar en los estudios Kaye-Smith, en Seattle, Washington. El miembro fundador de BTO Randy Bachman produjo el álbum mientras que Mark K. Smith se desempeñó como ingeniero de audio e ingeniero en mezclas. Las mezclas tuvieron lugar en los estudios Sound City, en Van Nuys, California. Una vez completas las sesiones de grabación, Kent Duncan masterizó Not Fragile en Kendum Recorders, un estudio ubicado en Burbank, California. El escritor Ben Davies de AllMusic elogió la mezcla del álbum, pero reconoció que la batería no es tan prominente como para dominar la grabación.
Not Fragile contenía nueve canciones. «You Ain't Seen Nothing Yet» era una canción sobrante que originalmente no estaba destinada a incluirse en Not Fragile. Fue solo después de que Charlie Fach de Mercury Records escuchó las otras ocho canciones y no vio potencial para convertirse en un sencillo exitoso en ninguna de ellas, que preguntó si la banda tenía algo más que pudiera escuchar. Le pusieron la canción sobrante y les aseguró que era más amigable para la radio que cualquiera de las otras, convenciendo a la banda de agregarla al álbum. Not Fragile también contiene la única canción instrumental de BTO, una composición de Blair Thornton titulada «Free Wheelin'». Esta canción aparecería como lado B del sencillo «You Ain't Seen Nothing Yet».

## Recepción de la crítica
Un escritor no especificado de Record World le otorgó el certificado de “Hit of the Week”, y lo calificó como “duro, tenso y rítmico”. Gordon Fletcher de la revista Rolling Stone señaló: “BTO prefiere confiar en una fórmula que ya les resulta familiar—cogen un riff de guitarra potente, hacen que los cuatro instrumentos lo golpeen al unísono, añaden solos de guitarra y ya tienen una canción”. Un escritor no especificado de la revista Cash Box describió Not Fragile como “un álbum que hace honor a su nombre en todos los sentidos imaginables”.

## Legado
Desde entonces, muchos críticos han considerado a Not Fragile como uno de los mejores álbumes de arena rock de todos los tiempos, incluido el escritor Ben Davies de AllMusic, quien dijo que incluye “todas las características de lo que hace que un lanzamiento sea clásico en el género”. El periodista musical Tom Breihan describió el álbum como “más de lo mismo: un montón de canciones de rock de estadio, animadas y vagamente bluseras, que parecían diseñadas para sonar bien en giras”. “Con gruñidos y rechinamientos de potencia y volumen, Not Fragile retrató a Bachman-Turner Overdrive como ninjas del hard rock”, escribió Beverly Paterson de Something Else!. En Christgau's Record Guide: Rock Albums of the Seventies (1981), Robert Christgau señaló que le encantaba cada riff robado del álbum.
En una entrevista con Ultimate Classic Rock, el guitarrista de Yes, Steve Howe, dijo que “no había escuchado la historia [de BTO]”, pero se rio. “Not Fragile es una respuesta divertida para nosotros”. Randy Bachman lo ha calificado como el “mayor logro” de la banda, afirmando: “Not Fragile fue el momento en el que todo se unió para nosotros. Con ese álbum conquistamos tanto al público AOR como al público de los sencillos. Not Fragile hizo que BTO fuera reconocido en todo el mundo”.

## Lista de canciones
Todas las canciones escritas y compuestas por Randy Bachman, excepto donde esta anotado. 
| Lado uno |                                        |                    |                     |          |  |
| N.º      | Título                                 | Escritor(es)       | Vocalista principal | Duración |  |
| 1.       | «Not Fragile»                          | C. F. Turner       | C. F. Turner        | 4:05     |  |
| 2.       | «Rock Is My Life, and This Is My Song» |                    | Randy Bachman       | 5:00     |  |
| 3.       | «Roll on Down the Highway»             | Turner Rob Bachman | C. F. Turner        | 3:56     |  |
| 4.       | «You Ain't Seen Nothing Yet»           |                    | Randy Bachman       | 3:54     |  |
| 5.       | «Free Wheelin'»                        | Blair Thornton     | instrumental        | 3:44     |  |

| Lado dos |                      |              |                                |          |  |
| N.º      | Título               | Escritor(es) | Vocalista principal            | Duración |  |
| 1.       | «Sledgehammer»       |              | Randy Bachman con C. F. Turner | 4:30     |  |
| 2.       | «Blue Moanin'»       | Turner       | C. F. Turner                   | 3:42     |  |
| 3.       | «Second Hand»        |              | Randy Bachman                  | 3:30     |  |
| 4.       | «Givin' It All Away» | Thornton     | C. F. Turner con Randy Bachman | 3:46     |  |

## Créditos y personal
Créditos adaptados desde las notas de álbum de Not Fragile.
Bachman-Turner Overdrive
- C. F. Turner – bajo eléctrico, voces
- Randy Bachman – guitarra líder, voces
- Blair Thornton – segunda guitarra líder, coros
- Robbie Bachman – batería, percusión

Músico adicional
- Frank Trowbridge – slide guitar en «Blue Moanin'»

Personal técnico
- Randy Bachman – productor
- Mark K. Smith – ingeniero de audio, mezclas
- Richard Dashut – asistente en mezclas
- Kent Duncan – masterización
- John Brott – fotografía
- Bruce Larson – fotografía
- Parvis Sadighian – ilustración
- Tom Zamiar – fotografía
- Jim Ladwig – director artístico
- Joe Kotleba – diseño

## Certificaciones y ventas
| País                                                     | Certificación | Ventas   |
| -------------------------------------------------------- | ------------- | -------- |
| Canadá (Music Canada)                                    | Oro           | 50 000*  |
| Estados Unidos (RIAA)                                    | Oro           | 500 000* |
| Reino Unido (BPI)                                        | Oro           | 100 000* |
| *cifras de ventas basadas únicamente en la certificación |               |          |